# Chlorida spinosa
Chlorida spinosa es una especie de escarabajo longicornio del género Chlorida, tribu Bothriospilini, subfamilia Cerambycinae. Fue descrita científicamente por Aurivillius en 1887.
La especie se mantiene activa durante los meses de marzo y agosto.

## Descripción
Mide 38 milímetros de longitud.

## Distribución
Se distribuye por Bolivia, Colombia y Perú.